# Dendrophyllia radians
Dendrophyllia radians is een rifkoralensoort uit de familie van de Dendrophylliidae. De wetenschappelijke naam van de soort is voor het eerst geldig gepubliceerd in 1882 door Wright.